# Horndon on the Hill
Horndon on the Hill – wieś w Anglii, w hrabstwie ceremonialnym Essex, w dystrykcie (unitary authority) Thurrock. Leży 24 km na południe od miasta Chelmsford i 37 km na wschód od Londynu. W 2001 miejscowość liczyła 1612 mieszkańców.